# 루오바 팩토리
루오바 팩토리(Luova factory)는 대한민국의 음반 제작사이다. 가을방학, 몽구스, 우쿨렐레 피크닉 등 우리나라 독립음악을 대표하는 뮤지션들이 소속되어 있다.

## 소속 아티스트
- 몽구스
- 가을방학
- 우쿨렐레 피크닉
- 김진(피치카토)
- 로켓트리
- 소울트레인
- 네온스
- 카입
- 원펀치
- 백현진
- 최고은
- 임주연
- 조태준
- 알로앤루